# Robbins, Kalifornien
Robbins är en census-designated place i Sutter County i Kalifornien. Vid 2010 års folkräkning hade Robbins 323 invånare.